# Convenção Nacional do Partido Republicano (Estados Unidos) de 2016

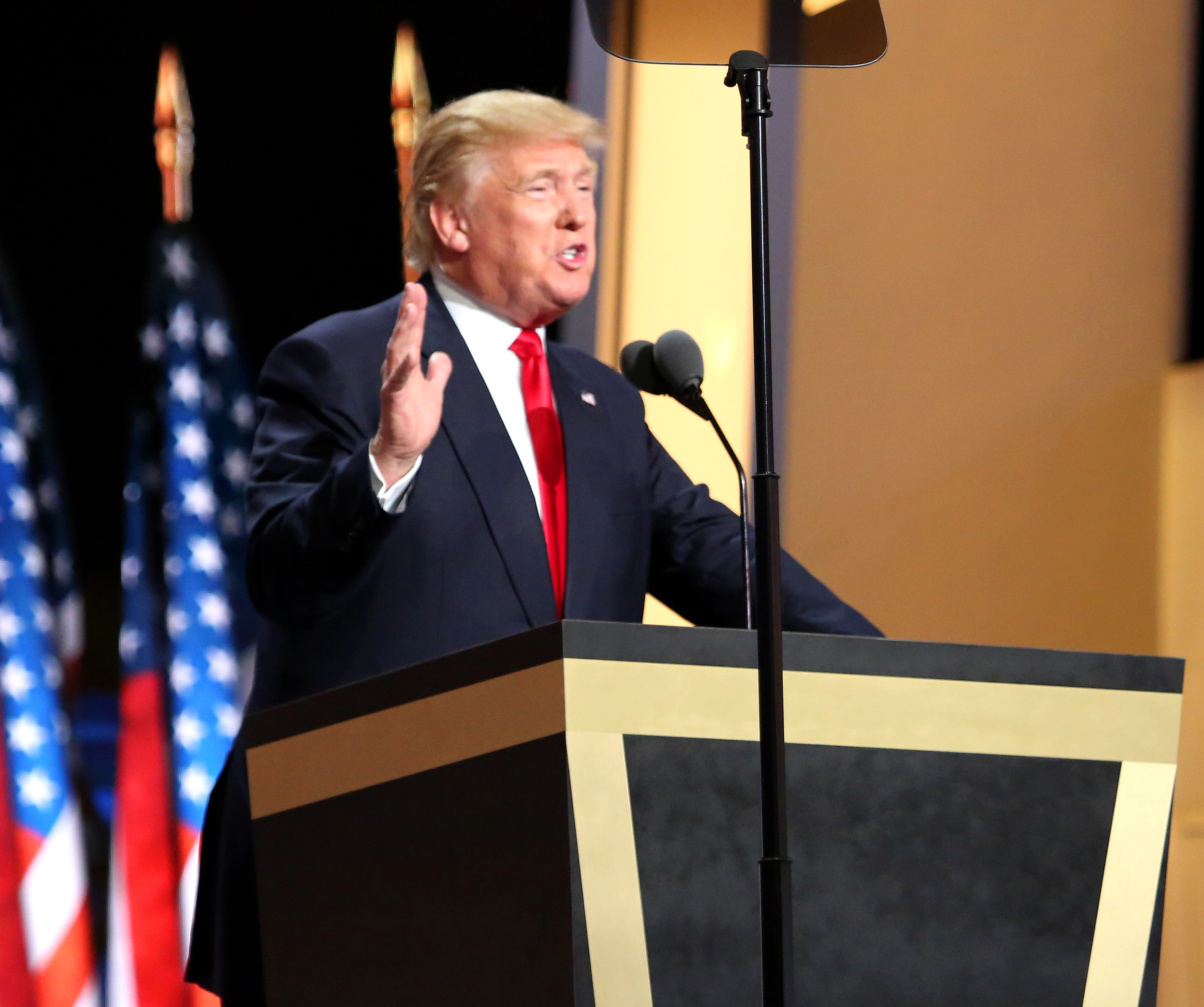
Donald Trump discursando na Convenção Republicana em 21 de julho de 2016.

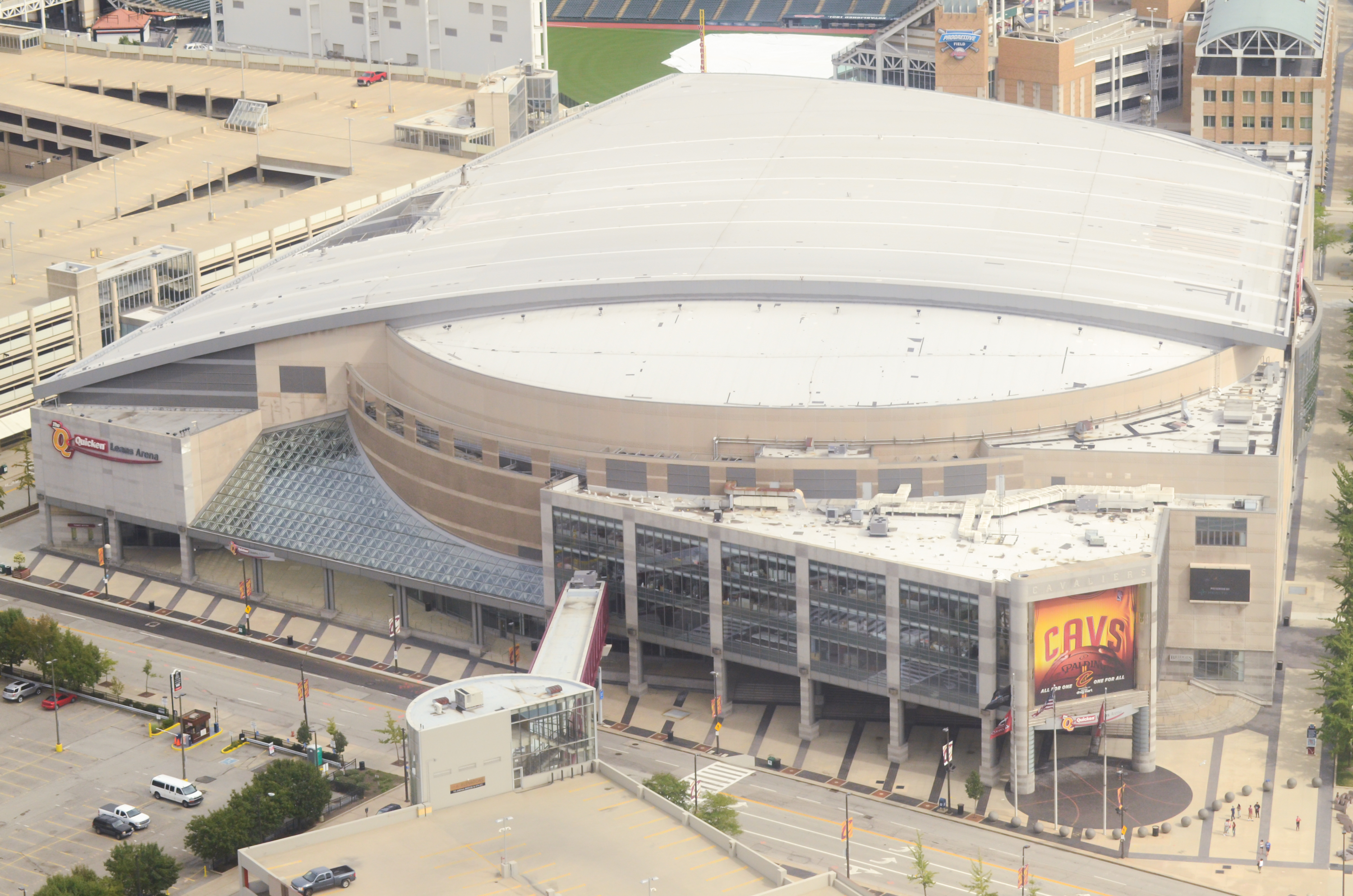
A Quicken Loans Arena, local onde aconteceu a convenção.

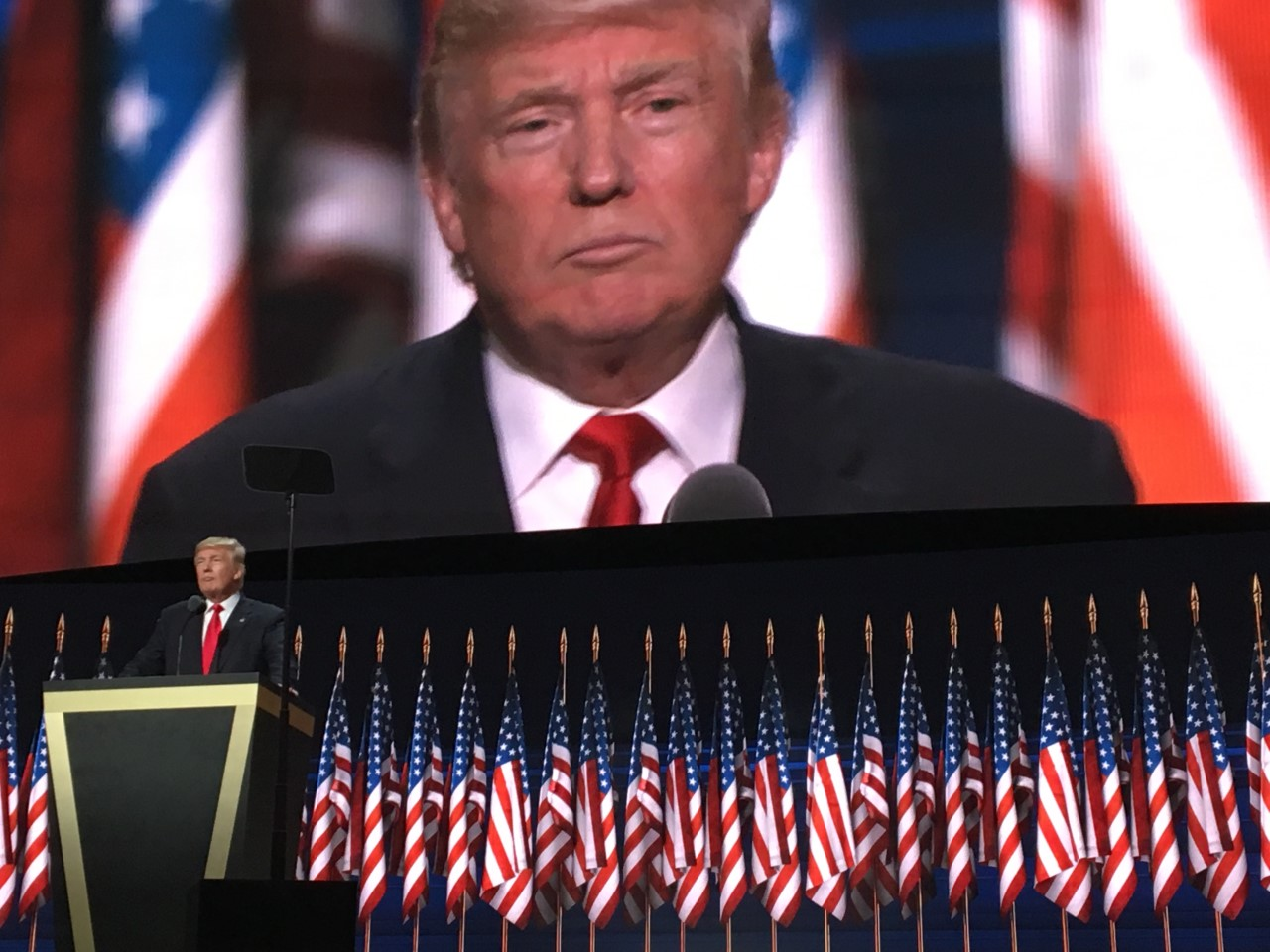
Discurso de Trump na convenção.

A Convenção Nacional do Partido Republicano norte-americano de 2016 foi o encontro no qual delegados do partido escolheram os candidatos a Presidente e Vice-presidente dos Estados Unidos nas eleições presidenciais que se realizaram de 18 a 21 de Julho de 2016. A Convenção foi feita na Quicken Loans Arena em Cleveland, no Ohio. Foi a terceira vez que Cleveland sedia este evento e a primeira vez desde 1936.
Em 19 de julho de 2016, Donald Trump foi confirmado na convenção como o candidato do Partido Republicano para a eleição presidencial de 2016, com Mike Pence como seu vice. Trump acabou vencendo a eleição para presidente no Colégio Eleitoral, embora tenha ficado atrás no voto popular.